# Wingertsberg (Nieder-Ramstadt)

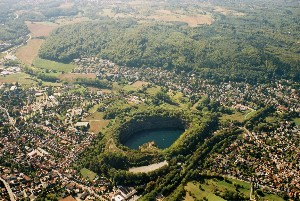
Wingertsberg (Luftaufnahme)

Der Wingertsberg ist ein Berg in der Gemarkung Nieder-Ramstadt im Landkreis Darmstadt-Dieburg in Hessen.

## Geographie
Der Wingertsberg ist eine Erhebung am Westrand von Nieder-Ramstadt.
Der Berg ist circa 220 m (Normalhöhennull) hoch.
Das Zentrum des Wingertsbergs nimmt ein Steinbruch ein. Dem Besitzer der Unteren Schachenmühle, Wilhelm Bender, wird 1886 die Genehmigung zur Anlage eines Steinbruchs am Wingertsberg bei Nieder-Ramstadt erteilt. Den Betrieb verkauft er 1893 an die Gebrüder Leferenz aus Heidelberg
Von 1940 bis 1954 ruhte der Abbau.
1974 wurde der Abbau endgültig eingestellt.
Ab dem Jahre 1974 wurde der Steinbruch geflutet. 
Der Wingertsberg ist über die B 449 an das deutsche Straßennetz angeschlossen.

## Beschreibung
Abgebaut wurden Diorit, Granit und Hornfels.
Daneben wurden diverse andere Erze gefunden wie unter anderem Silber-, Cobalt- und Nickelerze wie beispielsweise Pyrargyrit und Stephanit (Silberantimonsulfide), Erythrin (Cobaltarsenat), Nickelin (Nickelarsenid) und Annabergit (Nickelarsenat) sowie die Minerale Krutovit, Uraninit, Zeunerit und Metazeunerit.